# علیرضا محمد
علیرضا محمد (زاده ۲۳ تیر ۱۳۶۰ در تهران) بازیکن سابق و مربی فوتبال اهل ایران است. وی سابقه بازی در تیم‌های راه‌آهن، پرسپولیس، گهر زاگرس، ذوب‌آهن اصفهان، و پیکان تهران را دارد.

## دوران باشگاهی

### آمار
| فصل            | باشگاه         | بازی | گل |
| -------------- | -------------- | ---- | -- |
| ۱۳۸۴–۱۳۸۵      | راه‌آهن         | ۲۸   | ۲  |
| ۱۳۸۵–۱۳۸۶      | راه‌آهن         | ۲۵   | ۰  |
| ۱۳۸۶–۱۳۸۷      | راه‌آهن         | ۳۴   | ۳  |
| مجموع راه‌آهن   | مجموع راه‌آهن   | ۸۷   | ۵  |
| ۱۳۸۷–۱۳۸۸      | پرسپولیس       | ۴۰   | ۰  |
| ۱۳۸۸–۱۳۸۹      | پرسپولیس       | ۳۲   | ۰  |
| ۱۳۸۹–۱۳۹۰      | پرسپولیس       | ۲۹   | ۰  |
| ۱۳۹۰–۱۳۹۱      | پرسپولیس       | ۱۸   | ۱  |
| مجموع پرسپولیس | مجموع پرسپولیس | ۱۱۹  | ۱  |

## دوران ملی
بعد از انتخاب افشین قطبی به عنوان مربی تیم ملی و به دلیل اعتقاد این مربی به سبک بازی محمد او را در لیست دعوت شدگان به تیم ملی قرارداد. محمد اولین بازی ملی خود را در ۱۱ خرداد ۱۳۸۸ در مقابل چین و مدت یک‌نیمه انجام داده‌است.

## دوران مربیگری
مربی تیم نوجوانان پرسپولیس بود.
علیرضا محمد در تاریخ ۷ مرداد ۱۴۰۲ به انتخاب مهدی تارتار سرمربی تیم لیگ برتری ملوان بندر انزلی دستیار این سرمربی شد و به کادر فنی این تیم اضافه شد.

## افتخارات
- پرسپولیس:
- جام حذفی فوتبال ایران
  - قهرمان: ۲
    - ۱۰/۲۰۰۹ با پرسپولیس
    - ۱۱/۲۰۱۰ با پرسپولیس
- جام ولایت ۱۳۹۰